# Marahoué
Marahoué – region Wybrzeża Kości Słoniowej, znajdujący się w centralnej części kraju. Jeden z dwóch regionów tworzących dystrykt Sassandra-Marahoué. Powierzchnia wynosi 9092 km². Populacja według spisu powszechnego z 2014 roku: 862 344 osoby. Stolicą regionu jest Bouaflé.

## Podział administracyjny
Region Marahoué jest podzielony na trzy departamenty:
- Bouaflé
- Sinfra
- Zuénoula

## Historia
Region został utworzony w 1997 roku, jako jednostka pierwszego rzędu. W 2000 roku część jego obszaru (departament Oumé) wydzielono, by utworzyć nowy region Fromager. W 2011 roku reforma administracyjna ustanowiła regiony jednostkami drugiego poziomu. Marahoué stał się częścią dystryktu Sassandra-Marahoué.